# MC Hammer
MC Hammer, pseudoniem van Stanley Kirk Burrell (Oakland, 30 maart 1962), is een Amerikaans rapper. Begin jaren 90 had hij een groot aantal internationale hits, waaronder de nummer 1-hit U Can't Touch This.

## Biografie
MC Hammer groeide op in een wat armere buurt als kind in een religieus gezin dat maar met moeite voldoende geld kon verdienen om eten te kopen. Het lukte MC Hammer danser te worden bij het honkbalteam Oakland Athletics en aangemoedigd door de enthousiaste reacties maakte hij de overstap naar de showbusiness.
In 1987 verscheen zijn eerste rapalbum dat door een kleine, lokale platenmaatschappij werd uitgebracht. Dit album verkocht MC Hammer persoonlijk vanuit zijn eigen auto en in kleine platenzaken in de binnenstad van Oakland. In totaal werden er enkele tienduizenden exemplaren verkocht en dit relatieve succes bezorgde hem een groot contract bij platenmaatschappij Capitol.
Zijn echte debuutalbum, Let's Get It Started uit begin 1989, verkocht goed, maar de echte doorbraak kwam achter in het jaar 1989 met het album Please Hammer, Don't Hurt 'Em. Op dit album stonden de grote hits U Can't Touch This (met daarin een sample van Rick James' Superfreak), Have You Seen Her en Pray. U Can't Touch This is nog steeds zijn bestverkochte rapsingle.
Alhoewel de muzikale kwaliteiten van MC Hammer vaak in twijfel werden getrokken, werden er wereldwijd miljoenen exemplaren van Please Hammer, Don't Hurt 'Em verkocht. De videoclips werden vaak op muziekstations getoond, niet in de laatste plaats vanwege MC Hammers danskwaliteiten. Zijn bekendste dansstijl was The Running Man.
Het volgende album van Hammer (hij had inmiddels het voorvoegsel MC weggelaten) bracht niet het volgende succes. Hij veranderde zijn imago en acteerde in een strip, ging bokswedstrijden promoten en leidde het leven van een superster. In 1994 maakte hij een uitstapje naar de gangsta-rap, maar de recensies waren zo vernietigend, dat hij snel weer terugkeerde naar zijn oude genre, een combinatie van rap en pop. Grote successen behaalde hij niet meer. In 1996 tekende hij een platencontract bij Death Row Records, destijds de thuisbasis van 2Pac, Snoop Dogg en Dr. Dre. Na het overlijden van 2Pac op 13 september 1996 verliet hij het label zonder ook maar een liedje uitgebracht te hebben.
In 1997 werd Hammer failliet verklaard. Hij nam de verantwoordelijkheid hiervoor en verklaarde zijn muzikale kwaliteiten voortaan alleen nog maar in te zetten om God te prijzen en om gezinnen de traditionele normen en waarden bij te brengen.
Op 21 oktober 2011 maakte Hammer bekend dat hij later dat jaar zou komen met een nieuwe zoekmachine voor het internet, genaamd WireDoo. De zoekmachine kwam in bètaversie uit en werd later weer offline gehaald.

## Discografie

### Albums
| Album met eventuele hitnotering(en) in de Nederlandse Album Top 100 | Datum van verschijnen | Datum van binnenkomst | Hoogste positie | Aantal weken | Opmerkingen |
| ------------------------------------------------------------------- | --------------------- | --------------------- | --------------- | ------------ | ----------- |
| Let's Get It Started                                                | 1989                  |                       |                 |              |             |
| Please Hammer don't hurt 'em                                        | 1990                  | 28-07-1990            | 17              | 41           |             |
| Too legit to quit                                                   | 1992                  | 01-02-1992            | 58              | 5            | als Hammer  |

### Singles
| Single met eventuele hitnotering(en) in de Nederlandse Top 40 | Datum van verschijnen | Datum van binnenkomst | Hoogste positie | Aantal weken | Opmerkingen |
| ------------------------------------------------------------- | --------------------- | --------------------- | --------------- | ------------ | ----------- |
| U can't touch this                                            | 1990                  | 14-07-1990            | 1(5wk)          | 13           |             |
| Have you seen her                                             | 1990                  | 06-10-1990            | 3               | 10           |             |
| Pray                                                          | 1990                  | 08-12-1990            | 3               | 9            |             |
| Here comes the hammer                                         | 1991                  | 16-02-1991            | 21              | 5            |             |
| 2 Legit 2 quit                                                | 1991                  | 21-12-1991            | 32              | 3            | als Hammer  |
| Addams groove                                                 | 1992                  | 25-01-1992            | 17              | 5            | als Hammer  |
| Do not pass me by                                             | 1992                  | 11-04-1992            | 26              | 4            | als Hammer  |

### NPO Radio 2 Top 2000
| Nummer met noteringen in de NPO Radio 2 Top 2000 | '12  | '13  |
| ------------------------------------------------ | ---- | ---- |
| U Can't Touch This                               | 1839 | 1859 |

1. ↑  Een vetgedrukt getal geeft de hoogste notering aan.
2. ↑  2012 was het eerste jaar met een notering voor dit nummer.
3. ↑  Deze tabel is bijgewerkt tot en met de laatste editie (2024).